# Стејплтон (Небраска)
Стејплтон (енгл. Stapleton) град је у америчкој савезној држави Небраска.

## Демографија
По попису из 2010. године број становника је 305, што је 4 (1,3%) становника више него 2000. године.
| Група             | 2000.       | 2010.       |
| Белци             | 295 (98,0%) | 297 (97,4%) |
| Афроамериканци    | 0 (0,0%)    | 1 (0,3%)    |
| Азијати           | 0 (0,0%)    | 1 (0,3%)    |
| Хиспаноамериканци | 3 (1,0%)    | 6 (2,0%)    |
| Укупно            | 301         | 305         |